# Les Éléments
Der Chor Les Éléments ist ein professioneller Kammerchor aus Toulouse. Er wurde 1985 von Joël Suhubiette gegründet und ist auf die Aufführung von Werken des 20. Jahrhunderts spezialisiert; so trat er zu Beginn mit Aufführungen der Werke Benjamin Brittens, Igor Stravinskys, Francis Poulencs, Maurice Ravel und Olivier Messiaen hervor. Er unternahm die Uraufführungen von Kompositionen von Zad Moultaka, Patrick Burgan und Philippe Hersant. Der Chor tritt regelmäßig sowohl in Toulouse als auch in ganz Frankreich auf und kooperiert mit dem Orchestre National de Toulouse, den Sacqueboutiers und dem Sängerensemble A Sei Voci.

## Diskographie
Unter der Leitung von Joël Suhubiette:
- Zad Moultaka, Visions (L’Empreinte digitale)
- Vincent Paulet, De Profundis, Suspiros (Hortus)
- Philippe Hersant, Œuvres pour chœur (Virgin Classics)
- Ralph Vaughan Williams, Full fathom five et autres textes de Shakespeare mis en musique au XXe siècle (Hortus)
- Tôn Thất Tiết, Les Sourires de Bouddha (Hortus)
- Gabriel Fauré, Francis Poulenc, Maurice Duruflé, Jehan Alain, Ave Verum / Jeux d’Orgues en Yvelines (Naïve)
- Camille Saint-Saëns, Motets (Hortus)
- Alfred Desenclos, Messe de Requiem, Motets (Hortus)